# ジョノ・ランス
ジョノ・ランス（Jono Lance、1990年6月27日 - ）は、オーストラリアのラグビーユニオン選手。

## プロフィール
- オーストラリアキャンベラ出身[1]。
- ポジションはスタンドオフ(SO)、センター(CTB)、フルバック(FB)。
- 身長 183cm、体重 91kg
- U20オーストラリア代表に選ばれたことがある[2]。
- 7人制オーストラリア代表に選ばれたことがある。

## 略歴
レッズ、ワラターズ、イースタン・サバーブズ、NSWカントリーイーグルス、フォース、パース・スピリット、ウスター・ウォリアーズを経て、2021年、三重ホンダヒートに加入。
2022年1月16日に行われたJAPAN RUGBY LEAGUE ONE第1節釜石シーウェイブス戦にて先発出場で日本での公式戦初出場を果たした。同年6月、三重ホンダヒートを退団した。

## エピソード
2020年、エディンバラに移籍予定だったが、ビザの関係で渡英出来ずに白紙となった。